# 201511 Ferreret
201511 Ferreret este o planetă minoră (asteroid) din centura de asteroizi. A fost descoperită pe 24 iulie 2003 la Observatorul Astronomic din Mallorca⁠(d) de Observatorul Astronomic din Mallorca⁠(d). 
Obiectul prezintă o orbită caracterizată de o semiaxă mare de 2,627532936842 UAi, o excentricitate de 0,26012180641534, o înclinație de 3,0165867662712 ° în raport cu ecliptica.